# Rhopaltriplasia
Rhopaltriplasia is een geslacht van vlinders van de familie bladrollers (Tortricidae), uit de onderfamilie Olethreutinae.

## Soorten
- R. anamilleta Diakonoff, 1973
- R. macrorhis Diakonoff, 1983
- R. trimelaena (Meyrick, 1922)